# HD 93083 b
HD 93083 b és un planeta extrasolar que orbita a l'estrella HD 93083 en la constel·lació de la Màquina Pneumàtica. És probablement menys massiu que Júpiter (té 0,37 de la seva massa), no obstant això, solament la seva massa mínima és coneguda. La distància mitjana del planeta a HD 93083 és de 0,477 ua, aproximadament la meitat de la distància de la Terra al Sol. La seva òrbita és una mica excèntrica (0,14).
El període orbital d'HD 93083 b és aproximadament de 143,58 dies (0,3931 anys).